# Möhnesee (meer)
De Möhnesee is een stuwmeer in de Duitse deelstaat Noordrijn-Westfalen, ontstaan door de bouw van een stuwdam in de periode 1908-1913 in de Möhne. Het stuwmeer ligt in de gemeente Möhnesee in het district Soest.
De belangrijkste reden voor de bouw was de watervoorziening, maar ook de energiebehoefte van de opkomende industrie in het Ruhrgebied speelde een grote rol. Er werden twee Kaplanturbines gemonteerd om elektriciteit op te wekken in een waterkrachtcentrale. Er staan anno 2018 nog steeds twee turbines opgesteld met een totaal vermogen van 7 megawatt. De jaarlijke elektriciteitsproductie ligt rond de 13 miljoen kilowattuur.

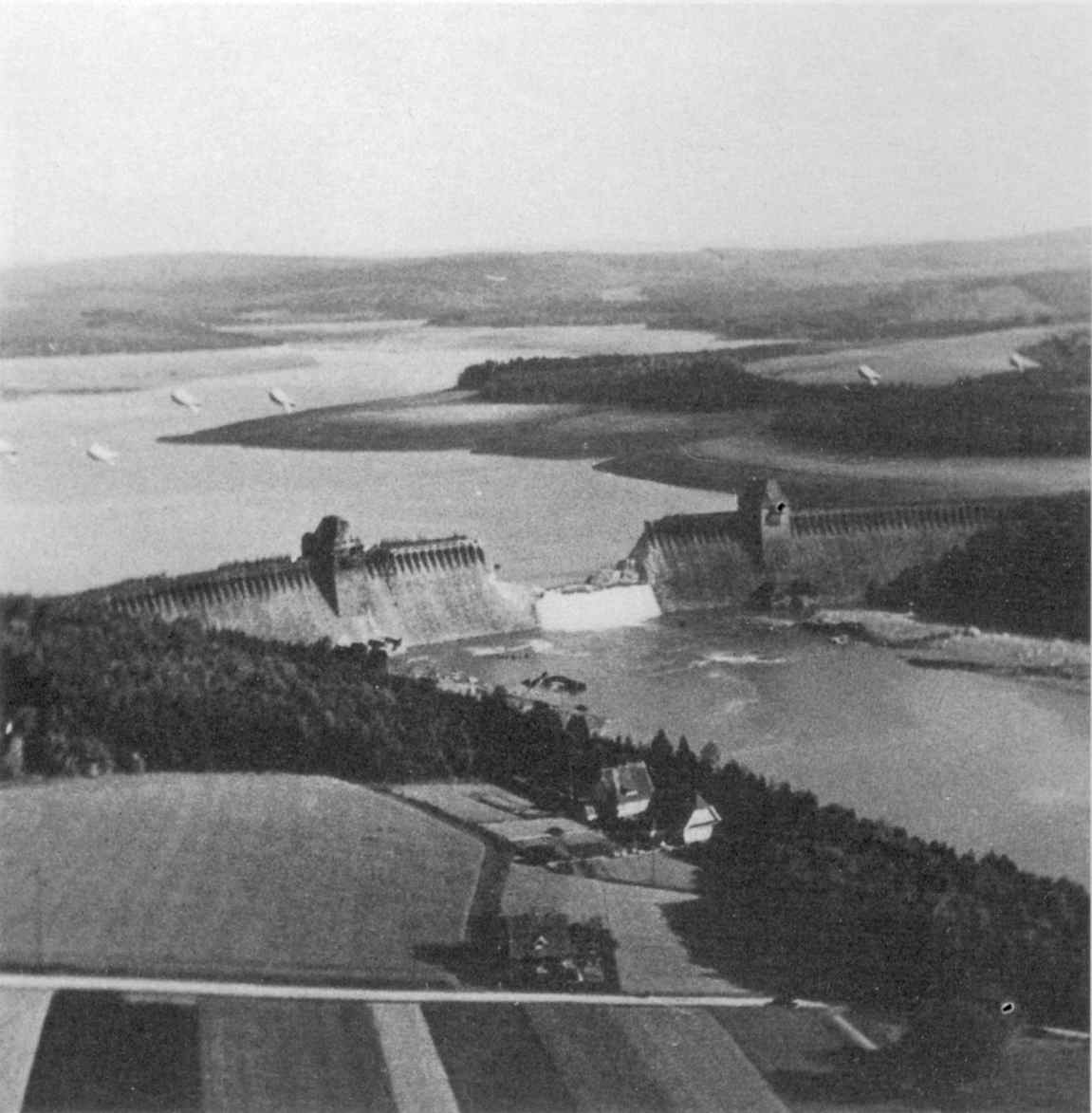
De zwaar beschadigde dam na de geslaagde luchtaanval

Net als bij de Edersee werd de dam zwaar beschadigd bij een bomaanval van de Britten in de nacht van 16 op 17 mei 1943, als onderdeel van Operatie Chastise. Er werd een groot gat, 72 meter breed en 22 meter hoog, geslagen met als gevolg een allesverwoestende vloedgolf die veel schade toebracht aan de infrastructuur in het Ruhrgebied. Hierbij kwamen bijna 1600 mensen om het leven, waaronder veel dwangarbeiders. De Duitsers wisten alles in 130 dagen weer te herstellen. De dam werd tijdens de rest van de oorlog, mede door de sterk verbeterde beveiliging en verdediging, niet meer aangevallen met bommenwerpers.